# 南里奥格兰德州
南里奥格兰德州（發音：[ˈʁiw ˈɡɾɐ̃dʒi du ˈsuw] ⓘ），又譯南里約格朗德州或南大河州，是巴西最南端的一个州，东临大西洋，首府阿雷格里港，人口10,963,216。该州与阿根廷、乌拉圭及圣卡塔琳娜州接壤。另有北里奥格兰德州，但兩者並不相鄰，而且相隔極遠。

## 市鎮
南里奥格兰德州共下轄497個市鎮，市鎮數量為巴西各州中的第3名；阿雷格里港是南里約格朗德州首府及最大城市，人口超過140萬。